# Peanuts Hucko
Michael Andrew "Peanuts" Hucko (7 de abril de 1918 
- 19 de junio de 2003) fue un músico americano de big band . Su instrumento principal fue el clarinete pero a veces tocaba el saxofón.

## Primeros años y educación
Nació el 7 de abril de 1918 en la localidad de Syracuse, estado de Nueva York. En su infancia fue apodado "Peanuts" por ser un niño pequeño para su edad. 
Se mudó a ciudad de Nueva York en 1939 y tocó el saxofón tenor con Will Bradley, Tommy Reynolds y Joe Marsala hasta 1940. Después de un tiempo, junto con Charlie Spivak, formó parte de la "Army Air Force Band" (Banda del Ejército y Fuerza Aérea) de Glenn Miller con la cual participó en Europa durante la Segunda Guerra Mundial. Durante este tiempo, Peanuts empezó a centrarse en el clarinete "porque debíamos marchar mucho en la arena y era muy incómodo con el saxo tenor". 
Con la Uptown Hall Gang de Miller, fue presentado con una versión de Stealin' Apples.

## Periodo posguerra
Durante el periodo de la posguerra, Peanuts tocó en las bandas de Benny Goodman, Ray McKinley, Eddie Condon y Jack Teagarden. Desde 1950 hasta 1955, estuvo trabajando en Nueva York como músico de estudio para CBS y ABC. Esto fue seguido de más trabajo con Goodman y Teagarden, después de haber estado en Louis Armstrong All-Stars desde 1958 hasta 1960. En enero de 1951, cuando visitó Tokio, Japón, como primer saxo alto de la Orquesta de Benny Goodman, escuchó a un clarinetista japonés de jazz: Shoji Suzuki y su Rhythm Aces tocando. Trabajó con Suzuki y su banda, grabaron algunas canciones después de pocos días, una de ellas fue "Suzukake No Michi", que rompió el récord de ventas de jazz en Japón. Peanuts también lideró su propio grupo en el Club "Eddie Condon" desde 1964 hasta 1966. Hucko también fue famoso como solista de clarinete en What Is This Thing Called Love? (¿Qué es esto llamado amor?) de Cole Porter, la cual destacó en el álbum de 1954, In The Wee Small Hours (A la madrugada) de Frank Sinatra

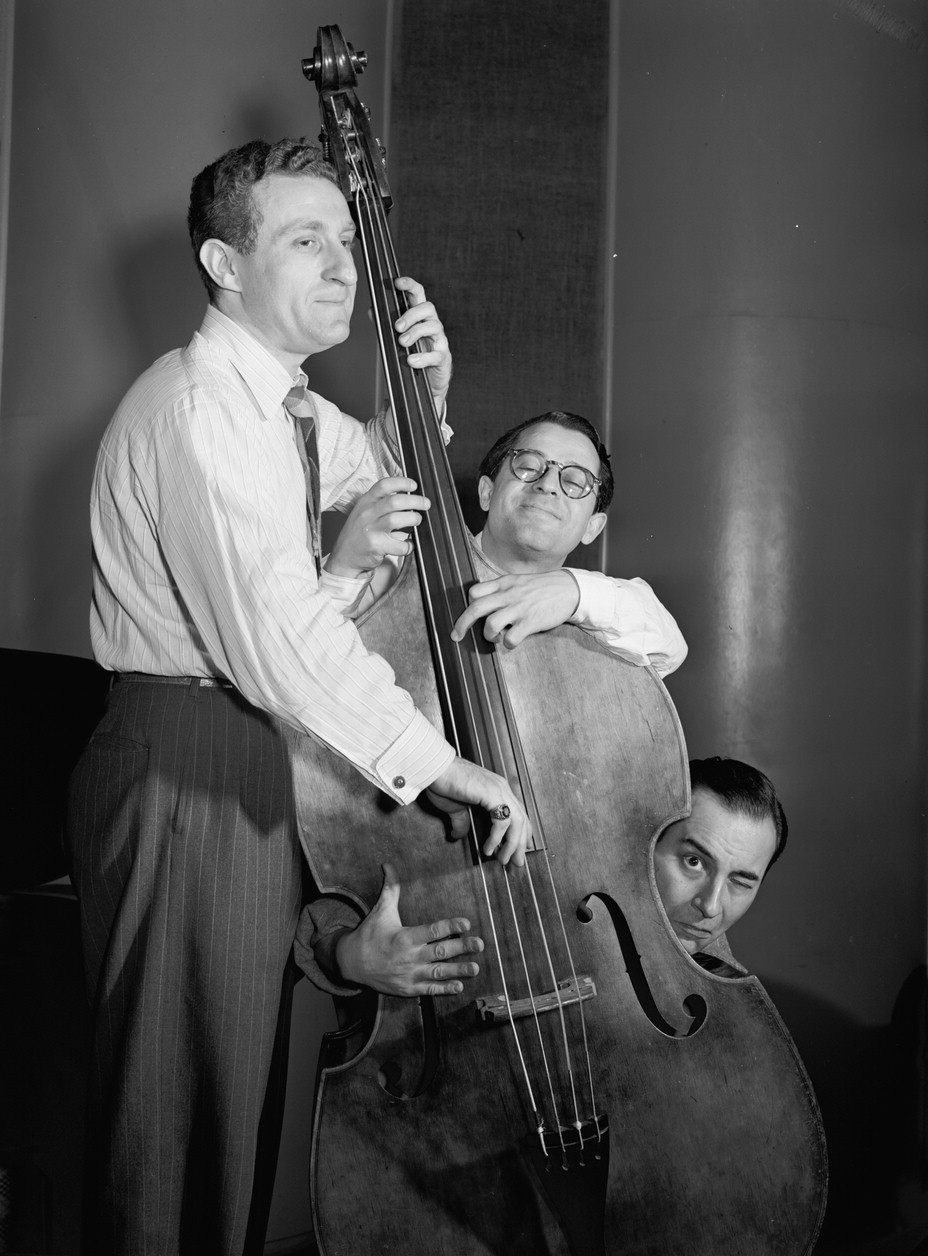
Jack Lesberg, Max Kaminsky and Peanuts Hucko. Photo: Gottlieb

Desde 1966 era conocido en los festivales de jazz en Colorado organizados por el millonario Dick Gibson donde se presentaba con "Ten Greats of Jazz" (Los diez mejores del jazz), que después se cambió el nombre a "World's Greatest Jazz Band" (La mejor banda de jazz del mundo). En 1970 dirigió la Glenn Miller Orchestra y se fueron de gira por Estados Unidos.
Peanuts era muy conocido por su participación con la Orquesta de Lawrence Welk en la televisión nacional a principios de la década de 1970. Estos programas de televisión fueron vueltos a transmitir por la PBS.
En 1964 abrió su propio club nocturno en Denver, Peanuts Hucko's Navarre, junto con su esposa la cantante Louise Tobin ((exesposa del trompetista y director Harry James) y Ralph Sutton.
En 1980 tuvo nuevamente éxito a través de una concierto y una gira como solista y también por un premio con el quinteto "Pied Piper". Posteriormente él y Tobin se establecieron en un semiretiro en Denton, Texas. Su última grabación fue en 1992 Swing That Music (Star Line) junto con Tobin, el trompetista Randy Sandke y el pianista Johnny Varro.
En el 2003 murió a sus 85 años en Fort Worth, Texas, después de una enfermedad.  Se encuentra enterrado en el Memorial Park de Roselawn, Denton, Texas.

## Composiciones
Peanuts Hucko escribió y colaboró en las siguientes canciones: "See You Again", "A Bientot", "Peanut Butter", que apareció en V-Disc 812B, "Blintzes Bagel Boogie", que apareció en V-Disc 825A, "Falling Tears", "First Friday", "Tremont Place", y "Sweet Home Suite".

## Discografía
- Con Ruth Brown
- Ruth Brown (Atlantic, 1957)